# Yokohama
Yokohama (横浜 Yokohamaⓘ?) es una ciudad japonesa ubicada en la región de Kantō, isla de Honshū. Es la capital de la prefectura de Kanagawa y la segunda ciudad más habitada del país por detrás de Tokio, con una población que supera los 3,7 millones de personas.
Está asentada en una península de la bahía de Tokio, a orillas del océano Pacífico, y comenzó a desarrollarse en 1859 con la inauguración del puerto de Yokohama. Al ser uno de los primeros enclaves de comercio durante la apertura de Japón al exterior, el desarrollo de la villa ha estado muy influido por los comerciantes extranjeros que residían en distritos específicos, separados de la población local. Todas esas restricciones quedaron eliminadas el 1 de abril de 1899, cuando Yokohama se convirtió en una ciudad. Actualmente es el puerto japonés de referencia para el comercio internacional, siendo utilizado durante la era Meiji en el comercio de la seda y desde el siglo XX con múltiples propósitos.
La ciudad ha tenido que ser reconstruida en dos ocasiones: después del gran terremoto de Kantō de 1923 y al término de la Segunda Guerra Mundial. Desde la segunda mitad del siglo XX, el desarrollo industrial de la región Keihin —Yokohama, Kawasaki y Tokio— ha motivado un aumento significativo de la población y le ha permitido competir con la capital como centro de negocios. En la década de 1980 se produjo la apertura del distrito financiero «Minato Mirai 21» que alberga a importantes multinacionales.
La influencia extranjera ha sido esencial para el desarrollo de Yokohama, pues durante la era Meiji fue la primera ciudad del país en desarrollar productos originarios de Occidente como el helado, la cerveza y la fotografía. Algunos de los atractivos turísticos más reseñables son el barrio chino, el barrio internacional de Yamate, los rascacielos de Minato Mirai (entre ellos, Landmark Tower) y el jardín japonés Sankei-en.
El Estadio Internacional de Yokohama fue sede de la final de la Copa Mundial de Fútbol de 2002.

## Historia

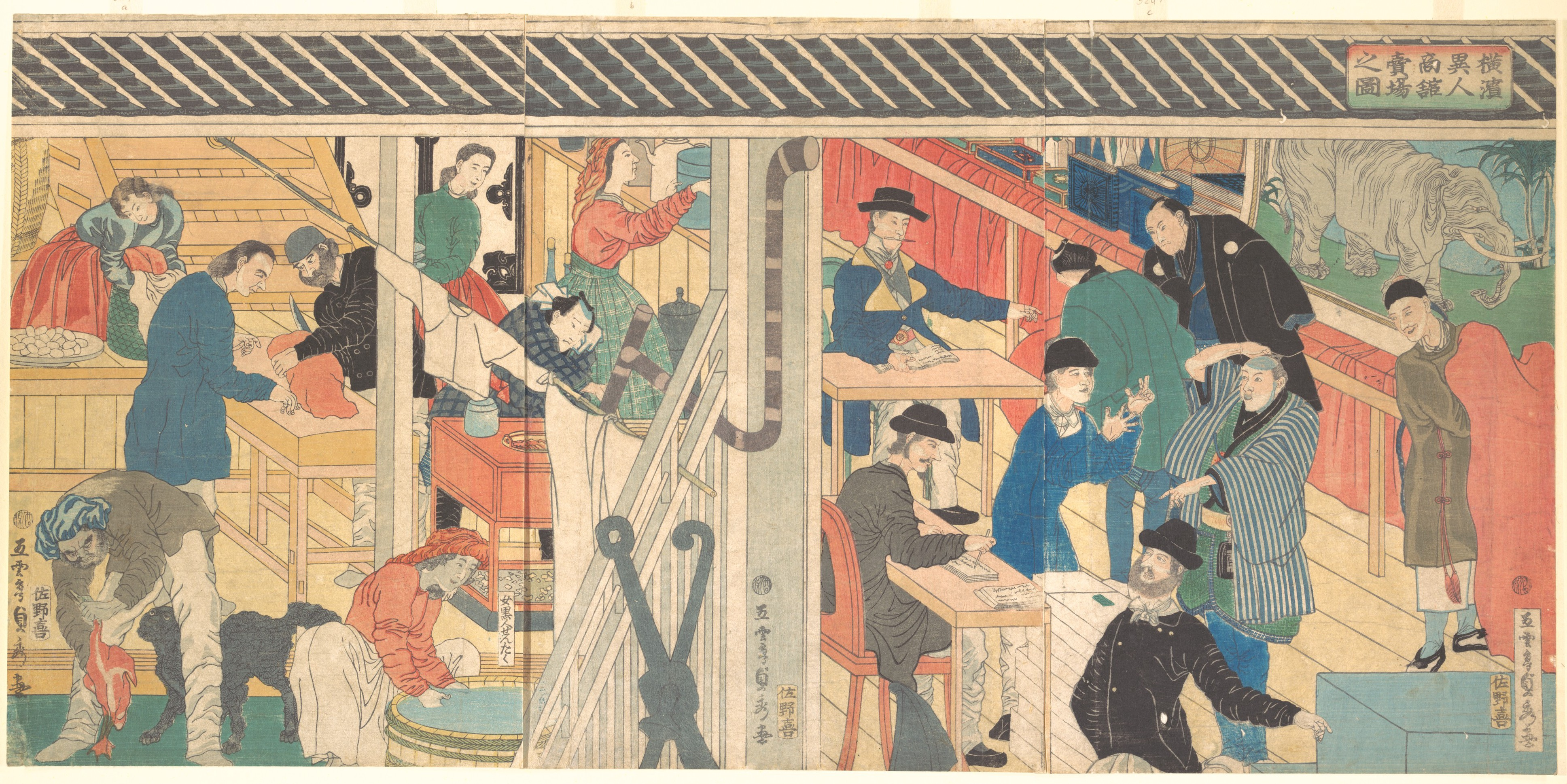
Representación del comercio internacional en Yokohama, obra de Utagawa Sadahide (1861).

La existencia de los primeros asentamientos en la actual Yokohama datan del siglo XI, a finales del período Heian. Cuando el shogunato Kamakura se estableció en la vecina Kamakura, el territorio ocupado por la ciudad de Yokohama comenzó a desarrollarse paulatinamente. Sin embargo, durante el shogunato Tokugawa, caracterizado por una estricta política de aislamiento, no fue más que una pequeña población pesquera. Todo cambió en 1854, después de que el comodoro estadounidense Matthew C. Perry forzase la firma del tratado de Kanagawa que iniciaba la apertura exterior de Japón. Cuatro años más tarde, en virtud del tratado de Amistad y Comercio de 1858, se estableció que Yokohama sería uno de los cinco nuevos puertos internacionales.
El puerto de Yokohama fue inaugurado el 2 de junio de 1859 y rápidamente se convirtió en el principal punto de comercio internacional por su conexión con Tokio a través de la carretera Tōkaidō. Las autoridades japonesas segregaron a los extranjeros con un barrio propio, conocido como Kannai (en español, «dentro de la barrera»), que estaba rodeado por un foso para separarles de la población nipona. Eso no impidió que hubiese múltiples fricciones entre los comerciantes y los samurái, contrarios a la influencia extranjera, por lo que fue necesario construir misiones diplomáticas en un barrio específico (zona Yamate). La principal actividad portuaria durante la era Meiji fue el comercio de la seda con Reino Unido y, años más tarde, la importación de materias primas y exportación de productos.
Gracias a la influencia extranjera, Yokohama ha sido la primera ciudad de Japón en desarrollar artículos procedentes de la cultura popular occidental. Entre ellas se encuentran las primeras fábricas de helado y cerveza, las lámparas de gas, las carreras de caballos (1862), el rugby (1866), la prensa diaria en japonés (1870), el alumbrado público, la primera línea de ferrocarril del país que conectaba la ciudad con Shinagawa (1872) y la primera pista de tenis (1878). Por otra parte, el fotógrafo británico Felice Beato se instaló en la ciudad y contribuyó al desarrollo de la fotografía nacional. El escritor Julio Verne reflejó fielmente el desarrollo portuario de Yokohama en su novela La vuelta al mundo en ochenta días (1872), a pesar de que nunca llegó a visitarla.
El 1 de abril de 1889, Yokohama se convirtió oficialmente en una ciudad independiente y se eliminaron las restricciones de barrios por nacionalidad.
A comienzos del siglo XX, la actividad portuaria contribuyó al desarrollo industrial de la región Keihin —Yokohama, Kawasaki y Tokio— con un cada vez mayor número de empresas japonesas. Sin embargo, el 1 de septiembre de 1923 se produjo el gran terremoto de Kantō que destruyó el puerto y casi toda la ciudad. Días después, parte de la población perpetró una persecución contra la minoría étnica coreana, lo que obligó a las autoridades a decretar la ley marcial. Durante la reconstrucción se instalaron numerosos parques públicos para reducir el impacto de la industria, entre ellos el parque Yamashita junto a la costa (1930).
Yokohama volvió a ser parcialmente destruida durante la Segunda Guerra Mundial por los bombardeos de la aviación de Estados Unidos del 29 de mayo de 1945. Durante la ocupación de Japón, los estadounidenses asumieron las labores de reconstrucción y convirtieron al puerto de Yokohama en una base de transporte para las tropas aliadas en la guerra de Corea.
Desde el 1 de septiembre de 1956, Yokohama es una ciudad designada por decreto gubernamental.
Recientemente, la capital de Kanagawa ha experimentado un rápido crecimiento y aspira a competir con Tokio como centro de negocios. En 1983 se inició la construcción de «Minato Mirai 21», un distrito poblado de rascacielos de reciente construcción y situado al lado del puerto, en el que pueden encontrarse edificios como la Yokohama Landmark Tower, el más alto de Japón hasta 2014. Otros acontecimientos importantes para la ciudad han sido la final de la Copa Mundial de Fútbol de 2002, celebrada en el Estadio Internacional, y la reunión del Foro de Cooperación Económica Asia-Pacífico en 2010.

## Geografía

### Topografía

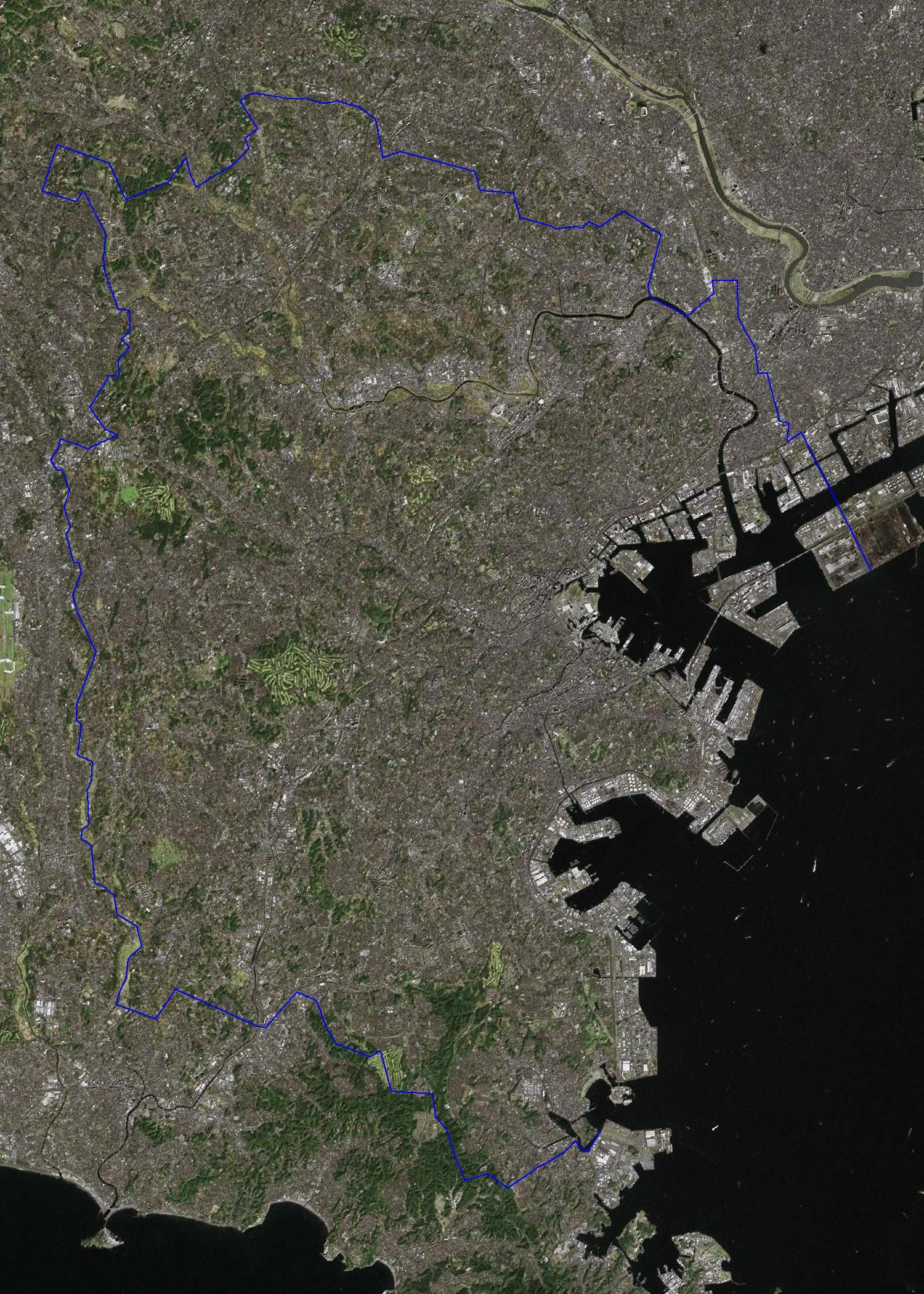
Mapa satelital de Yokohama.

Yokohama tiene un área total de 437,38 km² y se encuentra a 5 metros sobre el nivel del mar. Es la capital de la prefectura de Kanagawa, limita al este con la bahía de Tokio y está situada en plena llanura de Kantō. La ciudad se encuentra rodeada por colinas y el sistema montañoso característico de la isla de Honshū, de modo que su crecimiento se ha visto limitado y ha tenido que ganarle terreno al mar. Esto afecta también a la densidad de población, una de las mayores de Japón con 8500 habitantes por km².
Los puntos más altos dentro del límite urbano son Omaruyama (156 m) y el monte Enkaizan (153 m). El principal río es el río Tsurumi, que comienza en las colinas Tama y desemboca en el océano Pacífico.
| Noroeste: Machida, Tokio  | Norte: Kawasaki | Noreste: Kawasaki       |
| Oeste: Yamato             |                 | Este: Bahía de Tokio    |
| Suroeste: Kamakura, Zushi | Sur: Yokosuka   | Sureste: Bahía de Tokio |

### Geología
La ciudad es muy propensa a fenómenos naturales como terremotos y ciclones tropicales porque la isla de Honshū tiene una alta actividad sísmica, al encontrarse en pleno Cinturón de Fuego del Pacífico.
La mayoría de los movimientos sísmicos son de baja intensidad y generalmente no son percibidos por las personas. Sin embargo, Yokohama ha vivido dos grandes temblores que reflejan la evolución de la ingeniería sísmica: el gran terremoto de Kantō de 1923 devastó la localidad y causó más de 100 000 víctimas mortales en toda la región, mientras que el terremoto y tsunami de Japón de 2011, con epicentro en la costa este, se sintió en la localidad pero solo hubo que lamentar daños materiales porque la mayoría de edificios ya estaban preparados para soportarlos.

### Clima
Yokohama presenta un clima subtropical húmedo (Köppen: Cfa) con una temperatura promedio de 16 °C.
La mayor característica de este clima son veranos cálidos con una mayor sensación térmica debido a la humedad, acentuada porque Yokohama está pegada a la bahía de Tokio. Por el contrario, los inviernos son fríos pero en menor medida que en otras regiones; rara vez se dan temperaturas bajo cero. Además, hay precipitaciones abundantes en los meses correspondientes a la primavera y al verano.
| Parámetros climáticos promedio de Yokohama, Japón | Parámetros climáticos promedio de Yokohama, Japón | Parámetros climáticos promedio de Yokohama, Japón | Parámetros climáticos promedio de Yokohama, Japón | Parámetros climáticos promedio de Yokohama, Japón | Parámetros climáticos promedio de Yokohama, Japón | Parámetros climáticos promedio de Yokohama, Japón | Parámetros climáticos promedio de Yokohama, Japón | Parámetros climáticos promedio de Yokohama, Japón | Parámetros climáticos promedio de Yokohama, Japón | Parámetros climáticos promedio de Yokohama, Japón | Parámetros climáticos promedio de Yokohama, Japón | Parámetros climáticos promedio de Yokohama, Japón | Parámetros climáticos promedio de Yokohama, Japón |
| Mes                                               | Ene.                                              | Feb.                                              | Mar.                                              | Abr.                                              | May.                                              | Jun.                                              | Jul.                                              | Ago.                                              | Sep.                                              | Oct.                                              | Nov.                                              | Dic.                                              | Anual                                             |
| ------------------------------------------------- | ------------------------------------------------- | ------------------------------------------------- | ------------------------------------------------- | ------------------------------------------------- | ------------------------------------------------- | ------------------------------------------------- | ------------------------------------------------- | ------------------------------------------------- | ------------------------------------------------- | ------------------------------------------------- | ------------------------------------------------- | ------------------------------------------------- | ------------------------------------------------- |
| Temp. máx. media (°C)                             | 9.9                                               | 10.3                                              | 13.2                                              | 18.5                                              | 22.4                                              | 24.9                                              | 28.7                                              | 30.6                                              | 26.7                                              | 21.5                                              | 16.7                                              | 12.4                                              | 19.7                                              |
| Temp. media (°C)                                  | 5.9                                               | 6.2                                               | 9.1                                               | 14.2                                              | 18.3                                              | 21.3                                              | 25.0                                              | 26.7                                              | 23.3                                              | 18.0                                              | 13.0                                              | 8.5                                               | 15.8                                              |
| Temp. mín. media (°C)                             | 2.3                                               | 2.6                                               | 5.3                                               | 10.4                                              | 15.0                                              | 18.6                                              | 22.4                                              | 24.0                                              | 20.6                                              | 15.0                                              | 9.6                                               | 4.9                                               | 12.5                                              |
| Precipitación total (mm)                          | 58.9                                              | 67.5                                              | 140.7                                             | 144.1                                             | 152.2                                             | 190.4                                             | 168.9                                             | 165.0                                             | 233.8                                             | 205.5                                             | 107.0                                             | 54.8                                              | 1688.8                                            |
| Días de precipitaciones (≥ 0.5 mm)                | 6.0                                               | 6.7                                               | 11.8                                              | 11.1                                              | 11.5                                              | 13.6                                              | 11.7                                              | 8.7                                               | 12.7                                              | 11.5                                              | 8.3                                               | 5.5                                               | 119.1                                             |
| Días de nevadas (≥ 1 mm)                          | 1.6                                               | 2.3                                               | 0.7                                               | 0.0                                               | 0.0                                               | 0.0                                               | 0.0                                               | 0.0                                               | 0.0                                               | 0.0                                               | 0.0                                               | 0.3                                               | 4.9                                               |
| Horas de sol                                      | 186.4                                             | 164.0                                             | 159.5                                             | 175.2                                             | 177.1                                             | 131.7                                             | 162.9                                             | 206.3                                             | 130.7                                             | 141.0                                             | 149.3                                             | 180.4                                             | 1964.4                                            |
| Humedad relativa (%)                              | 53                                                | 54                                                | 60                                                | 65                                                | 70                                                | 78                                                | 78                                                | 76                                                | 76                                                | 71                                                | 64                                                | 56                                                | 67                                                |
| Fuente: Agencia Japonesa de Meteorología.         |                                                   |                                                   |                                                   |                                                   |                                                   |                                                   |                                                   |                                                   |                                                   |                                                   |                                                   |                                                   |                                                   |

## Demografía
Con una población de 3 777 491 habitantes según el censo de 2020, Yokohama es la segunda ciudad más poblada de Japón por detrás de Tokio. Dentro de la prefectura de Kanagawa, aporta uno de cada tres habitantes. La ciudad forma parte del llamado Área Metropolitana de Kantō, que recoge los 23 barrios capitalinos y diversas poblaciones de la bahía de Tokio, con una población estimada de 34 millones de habitantes que la convierten en la mayor del mundo.
La historia de la ciudad cambió para siempre con la construcción del puerto internacional, pues hasta entonces Yokohama no era más que una villa pesquera. Gracias al comercio y la influencia internacional, en la década de 1920 se convirtió en la sexta ciudad más poblada del país (por detrás de Ciudad de Tokio, Osaka, Nagoya, Kioto y Kōbe). A partir de la década de 1950, una vez superada la Segunda Guerra Mundial, Yokohama se convirtió en un potente centro industrial y de negocios que atrajo a gente de otras regiones, al punto de superar los 2,7 millones de habitantes de Osaka en 1980.
Según datos del gobierno municipal extraídos del padrón de 2012, el número de habitantes en edad de trabajar (15 a 64 años) es de 2 427 891 personas. un 65,8 % de total. Hay unos 483 380 menores de 14 años (13,1 %) y unas 754 059 personas (un 20,4 %) de la tercera edad. En los últimos años se ha producido un descenso en la tasa de natalidad, con el consiguiente aumento de la edad media a 43 años. Hay más de 80 000 residentes extranjeros en la ciudad.
| Evolución demográfica de Yokohama desde 1920 |
|                                              |
| Fuente: Gobierno de Yokohama                 |

## Organización territorial

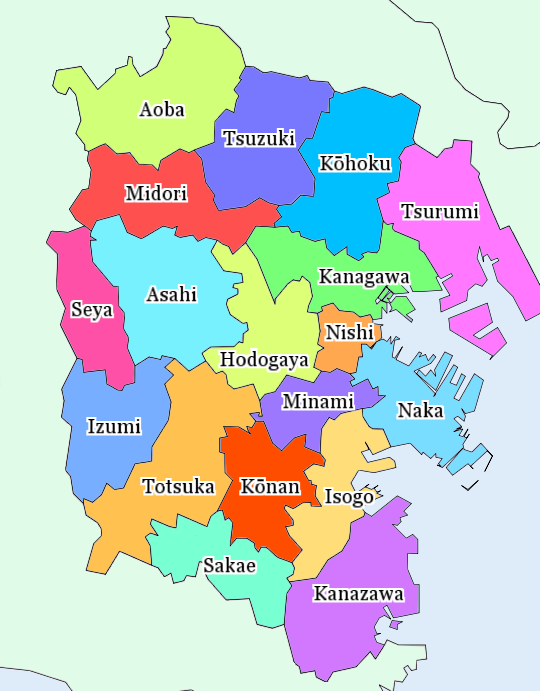
Mapa de los barrios de Yokohama.

Yokohama es una ciudad designada por decreto gubernamental desde 1956. Bajo esta condición, tiene delegadas muchas de las funciones que normalmente realizan los gobiernos prefecturales en áreas como educación pública, bienestar social, sanidad, licencias de negocios y planificación urbana. Al gobierno local generalmente se le delegan las funciones administrativas menores en cada área, mientras que el prefectural retiene la autoridad sobre las decisiones más importantes.
Las ciudades designadas se dividen en distritos (区, ku), cada uno de los cuales tiene una oficina de barrio que realiza funciones administrativas para el gobierno local. Yokohama se divide en 18 distritos:
| - Aoba-ku (青葉区?) - Asahi-ku (旭区?) - Hodogaya-ku (保土ヶ谷区?) - Isogo-ku (磯子区?) - Izumi-ku (泉区?) - Kanagawa-ku (神奈川区?) - Kanazawa-ku (金沢区?) - Kōhoku-ku (港北区?) - Kōnan-ku (港南区?) | - Midori-ku (緑区?) - Minami-ku (南区?) - Naka-ku (中区?) - Nishi-ku (西区?) - Sakae-ku (栄区?) - Seya-ku (瀬谷区?) - Totsuka-ku (戸塚区?) - Tsurumi-ku (鶴見区?) - Tsuzuki-ku (都筑区?) |

## Economía

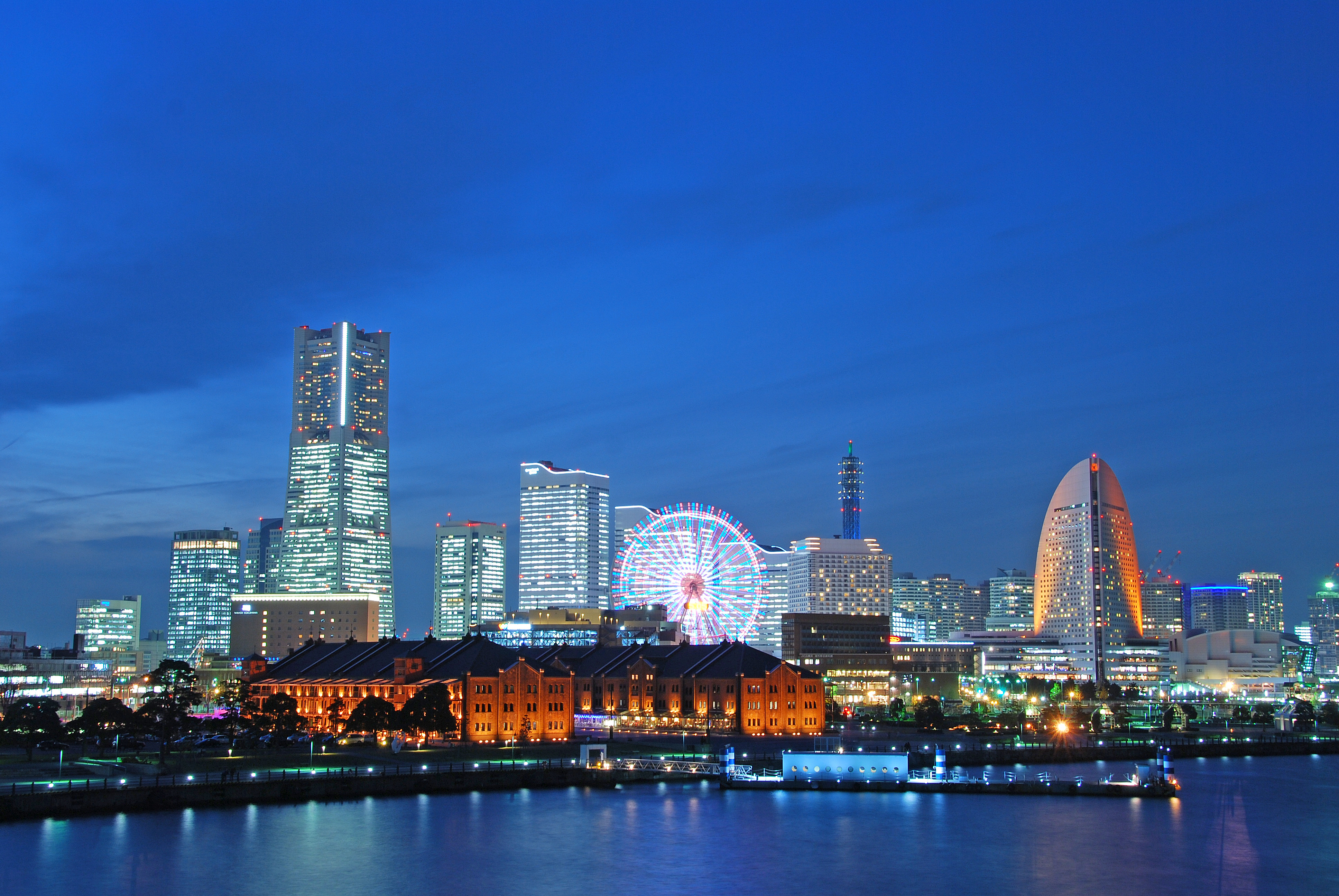
Panorámica nocturna de Minato Mirai 21.

Yokohama es uno de los mayores centros de negocios de Japón al formar parte del Área Metropolitana de Kantō, que en conjunto produce el 40 % del producto interno bruto japonés. Según la Japan External Trade Organization, las principales industrias son el sector servicios, la manufacturación, venta al por mayor, transporte y telecomunicaciones. Se estima que hay instaladas más de 126 000 empresas allí. Además, la localidad cuenta con delegaciones comerciales en Fráncfort del Meno (Alemania), Shanghái (China) y Bombay (India).
El puerto de Yokohama es el pilar de la economía local, asentada sobre el transporte marítimo de mercancías desde 1859. Situado en el noroeste de la bahía de Tokio, es un puerto natural con una extensión de 7315 hectáreas y 10 muelles para diversas actividades, entre ellas transporte de maquinaria, cargamento, cruceros y productos perecederos. Según datos de 2009 gestiona 115,54 millones de toneladas de mercancía al año, siendo el segundo puerto más importante de Japón. Gracias a esta instalación se impulsó la construcción de infraestructuras para conectarla con Tokio, entre ellas la primera línea de ferrocarril en 1882, y hubo un notable intercambio cultural que ayudó a introducir productos occidentales como el helado, la cerveza y la prensa diaria.
Desde la década de 1980, Yokohama ha apostado por diversificar su economía y convertirse en un centro de negocios. Esa estrategia fue impulsada con la construcción del barrio financiero «Minato Mirai 21». A través de un ambicioso plan de renovación urbana, se otorgaron incentivos para que varias empresas japonesas —entre ellas, Nissan Motors— establecieran sus sedes en un nuevo terreno con rascacielos, centros de congresos (Pacifico Yokohama), zonas verdes, equipamientos culturales e incluso un parque temático. Actualmente, más de 67 000 personas trabajan en Minato Mirai y todo el complejo recibe 58 millones de visitantes al año.
Las empresas más importantes que acoge la ciudad son JVC (1927), JGC Corporation (1928), Nissan Motor Corporation (1933) y Koei (1978).

## Cultura

### Turismo

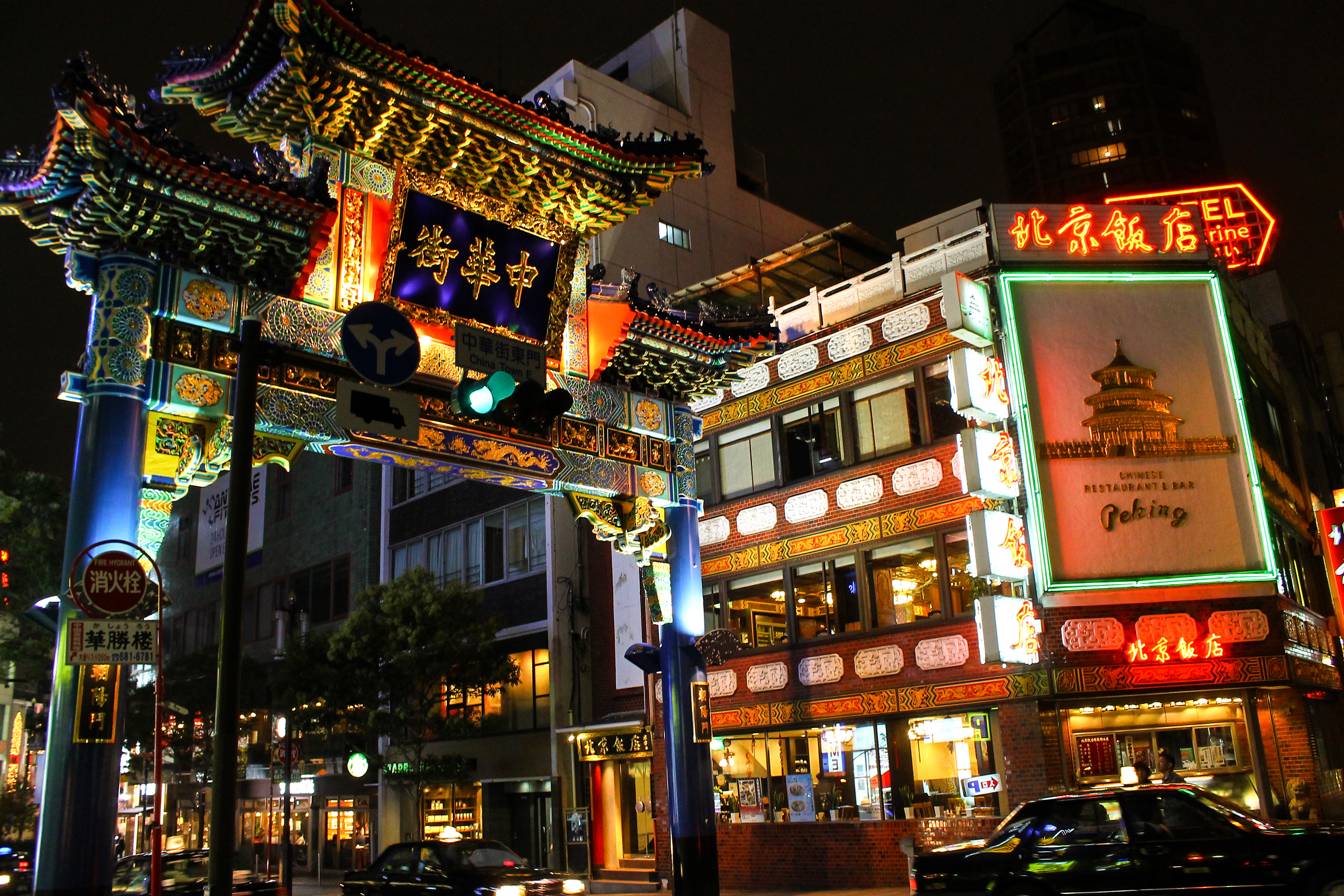
Entrada al barrio chino de Yokohama.

Buena parte de los atractivos turísticos de Yokohama se concentran en el distrito de Naka. El barrio histórico, situado en las inmediaciones del puerto, se llama Kannai (en español, «dentro de la barrera»). En origen fue un distrito específico para comerciantes extranjeros, rodeado por un foso para separarles de la población local. Esta medida, muy similar a la isla de Dejima en Nagasaki, fue abolida en 1889 y desde entonces hay libertad de movimiento entre zonas. Kannai alberga varios edificios históricos de inspiración occidental como las Tres Torres, las residencias diplomáticas de Yamate, la Catedral del Sagrado Corazón, el Archivo de Historia de Yokohama, numerosos museos —entre ellos el Museo de la Seda y el de barcos de Nippon Yusen— y la torre marina de Yokohama, considerado el faro más alto del mundo.
La influencia extranjera sigue muy presente en la ciudad. Una de sus mayores particularidades es Yokohama chūkagai, el barrio chino más grande de Japón y uno de los mayores del mundo. Hoy en día es una concurrida zona comercial con más de 500 establecimientos en un área de 2500 m². Muy cerca de allí se encuentra la avenida de Motomachi, con numerosas tiendas y productos de procedencia occidental.

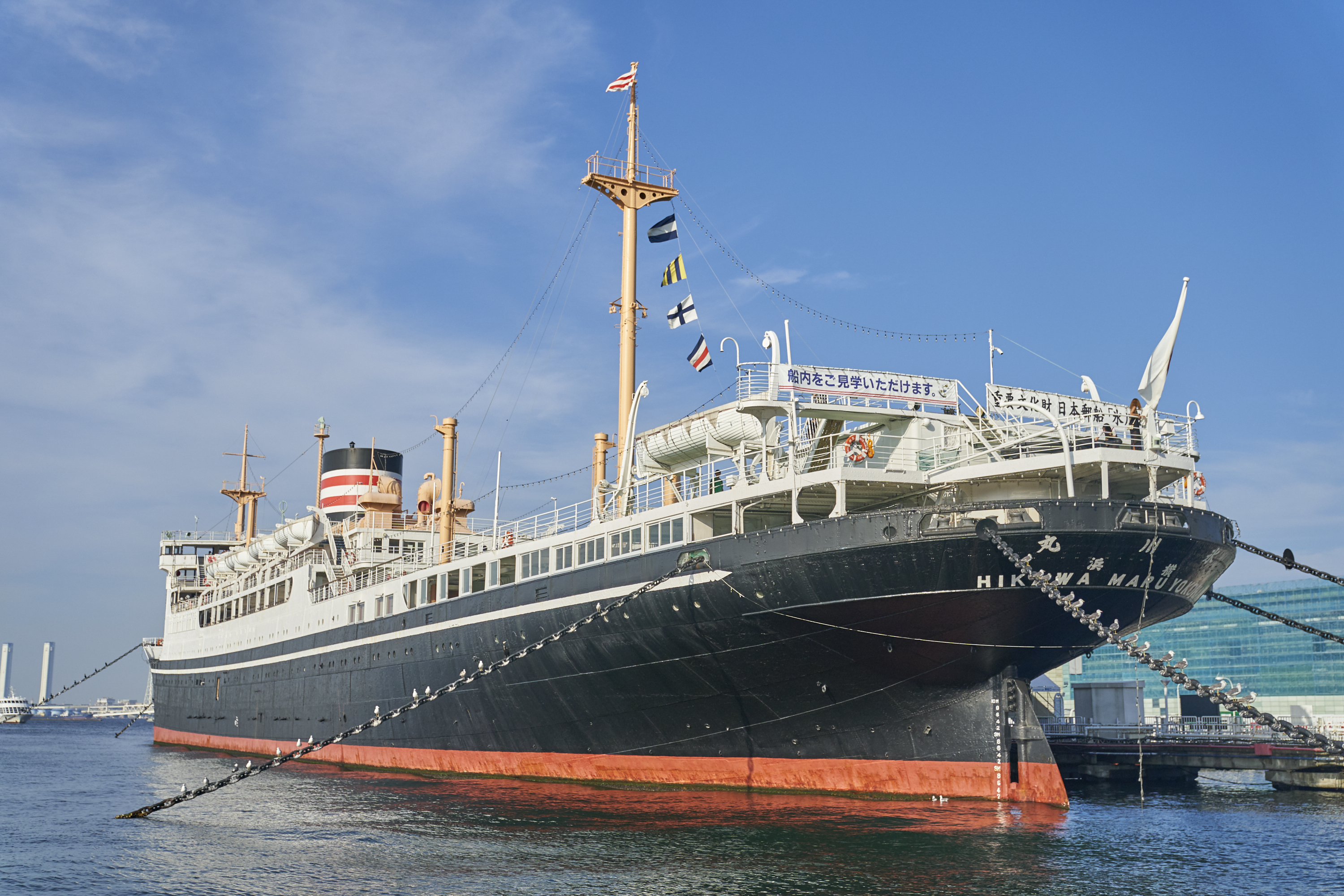
Museo del Barco Hikawa Maru

En la costa se encuentran dos atractivos turísticos: el puerto de Yokohama y el distrito financiero «Minato Mirai 21», y el Museo del Barco Hikawa Maru. Allí se encuentra Yokohama Landmark Tower, que con una altura de 296 metros y 73 pisos fue el rascacielos más grande de Japón hasta 2014. También son destacables Cosmo Clock 21, la noria más grande del mundo hasta 1997 y que ofrece una vista panorámica de toda la metrópoli, y el velero Nippon Maru que hoy forma parte del museo del puerto. La bahía de Yokohama dispone de largos puentes atirantados que conectan el puerto, entre ellos el Tsurumi Tsubasa (1021 m) y el Yokohama Bay (860 m)
El distrito de Shin-Yokohama tiene instalaciones como el Estadio Internacional de Yokohama —sede de la final de la Copa Mundial de Fútbol 2002—, el Yokohama Arena y el museo del ramen.

### Parques

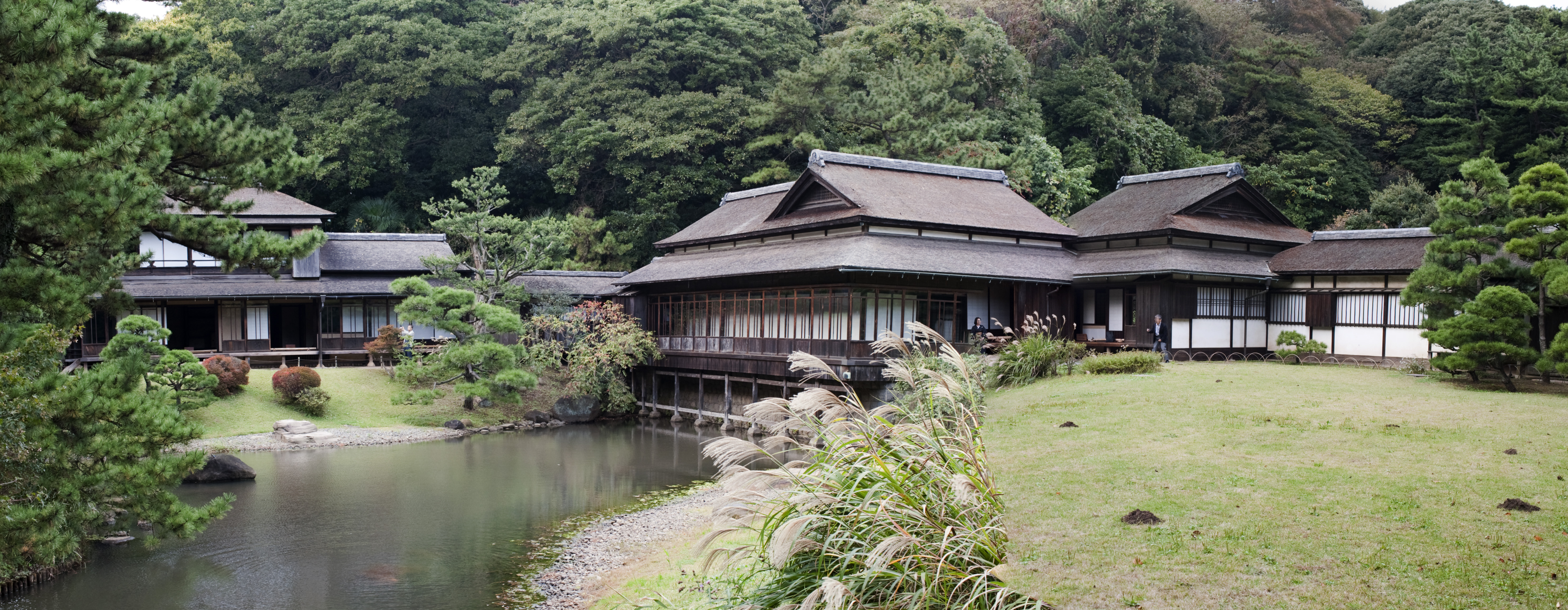
Rinshukaku, en el parque Sankei.

Igual que otras ciudades japonesas, Yokohama ha levantado numerosos parques públicos para reducir el impacto de la contaminación. El más concurrido al ubicarse cerca del puerto es el parque Yamashita, cuya extensión total es de 74 121 m². Después de que la zona quedase destruida por el gran terremoto de Kantō, se aceptó reconstruirla con un vasto parque natural en el entorno urbano. Junto al parque pueden visitarse el histórico Hotel New Grand, donde el general Douglas MacArthur pasó su primera noche de la ocupación de Japón en 1945, y el barco-museo Hikawa Maru.
El parque más grande con una extensión de 175 000 m² es el jardín japonés Sankei-en, situado en el distrito de Naka. Fue abierto en 1906 por el comerciante textil Tomitaro Hara y desde 1953 está gestionado por el gobierno local a través de una fundación. Sankei es muy popular entre la población local por su jardín interior, sus árboles de sakura y ume, la residencia de Tomitaro y por las numerosas construcciones que alberga, muchas de ellas con la calificación de patrimonio cultural de Japón.

## Transporte

### Metro y red ferroviaria

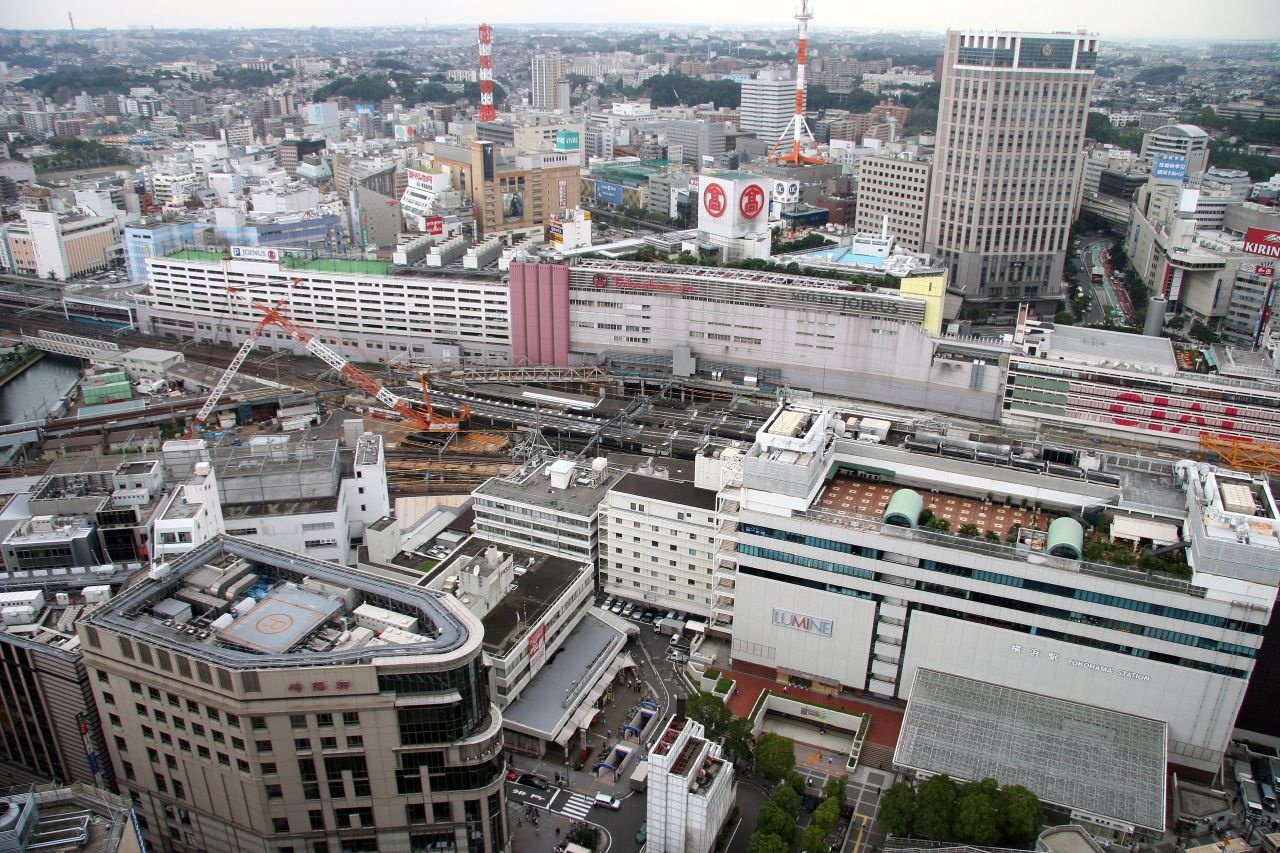
Vista aérea de la estación de Yokohama.

El transporte público intraurbano se basa principalmente en el transporte ferroviario, conectado al sistema de transportes de Tokio. La estación central es la estación de Yokohama, situada en el distrito de Nishi. Fue inaugurada en 1872 y desde entonces es una de las que mayor actividad registra, aproximadamente 760 millones de usuarios al año, que la convierten en la principal estación de la prefectura de Kanagawa y la quinta con más tráfico a nivel mundial.
El principal operador ferroviario es la East Japan Railway Company (East JR), empresa pública que gestiona seis líneas que permiten llegar a Tokio desde la estación de Yokohama: la línea Tōkaidō (desde Tokio hasta Kōbe), la Línea Keihin-Tōhoku, Negishi, Shōnan–Shinjuku, Yokosuka y Línea Yokohama (Yokohama-Sagamihara-Tokio). Así mismo, las líneas Nambu y Tsurumi tienen parada en otras estaciones de la ciudad. Junto a los trenes de la JR, los operadores privados Keikyu, Tokyu y Sotetsu cuentan con sus propias líneas de carácter nacional.
Yokohama está conectada a la red de tren de alta velocidad. En la estación de Shin-Yokohama, la segunda más importante, se puede tomar el tren Tōkaidō Shinkansen que conecta Tokio con Osaka.
Además, Yokohama tiene red de metro desde el 16 de diciembre de 1972. El Metro de Yokohama, operado por el Consorcio de Transportes local, tiene una longitud de 53,4 kilómetros con ancho de vía estándar que presta servicio al municipio y llega hasta Fujisawa. Hay un total de 42 estaciones y actualmente comprende dos líneas: línea azul (40,4 kilómetros) y línea verde (13 kilómetros).

### Autobuses urbanos

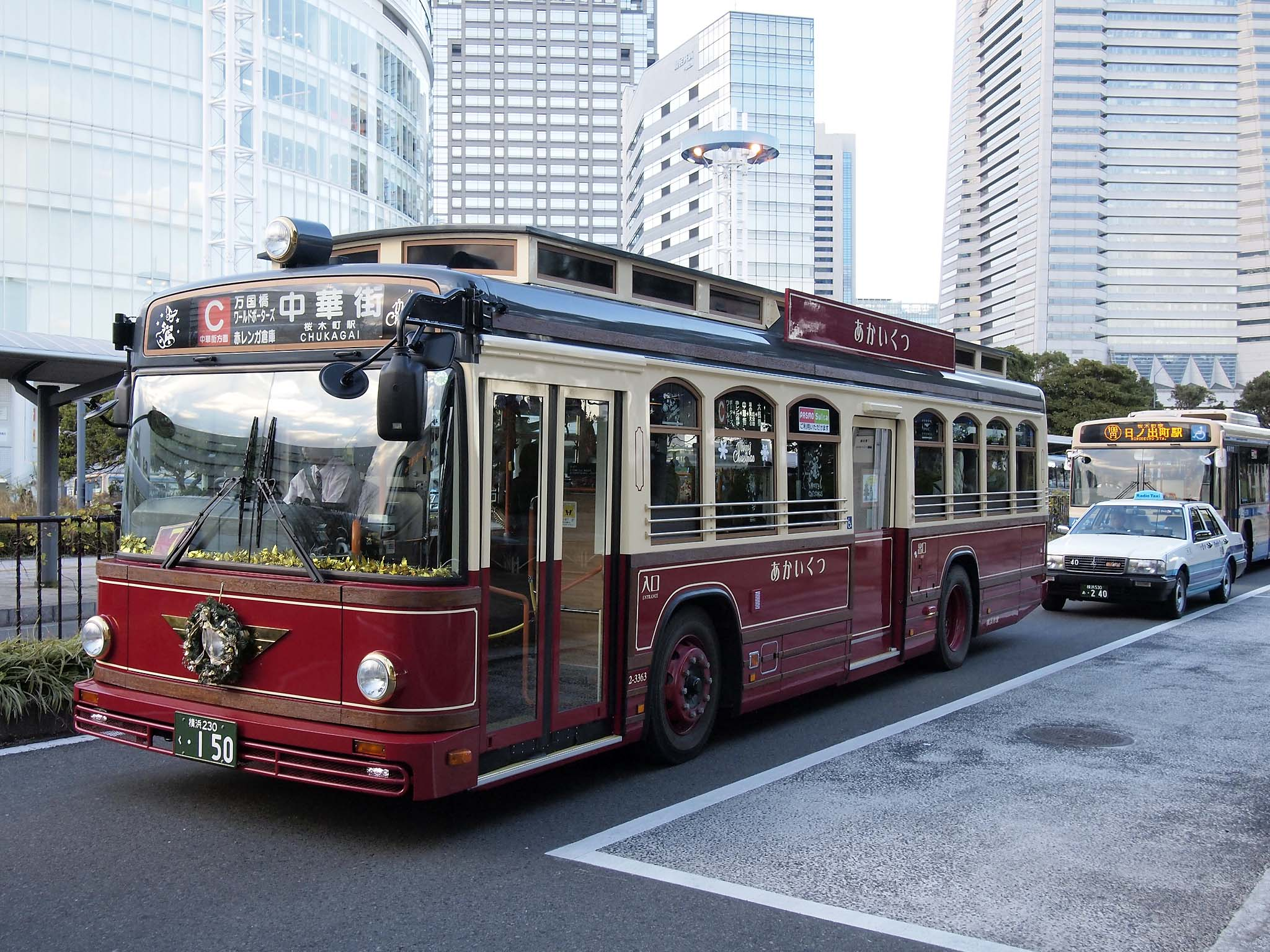
Autobús turístico de Yokohama.

Para viajes de corto alcance y para acceder a la red ferroviaria y de metro, Yokohama dispone de un sistema público de transporte terrestre de pasajeros.
El Consorcio de Transportes de Yokohama gestiona su propio servicio municipal de autobús, con más de 50 líneas que prestan servicio a los diferentes barrios de la ciudad. Los usuarios pueden adquirir billetes combinados de metro y autobús con diferentes tarifas. Existen autobuses turísticos (Akai Kutsu) que hacen un recorrido por las zonas más importantes en la historia de Yokohama.

### Transporte marítimo
Aunque el uso principal del puerto de Yokohama es comercial, también es un importante punto de transporte marítimo. El muelle Osanbashi es la principal terminal internacional. Puede acoger al mismo tiempo 2 barcos de 300 metros (o 4 barcos de 200 metros) de eslora total, y el edificio principal —diseñado por Alejandro Zaera y Farshid Moussavi— cuenta con aparcamiento, restaurante, aduanas e instalaciones para inmigración.

### Transporte aéreo
Yokohama no dispone de aeropuerto, pero está cubierto por los dos aeródromos del área metropolitana de Tokio. El más cercano a la ciudad es el Aeropuerto Internacional de Haneda, situado en Ōta (Tokio) a poca distancia de Kawasaki. No obstante, la mayoría de vuelos a Tokio desde el extranjero suelen aterrizar en el Aeropuerto Internacional de Narita, a 14 kilómetros de distancia. Hay un tren directo (Narita Express) que conecta el aeropuerto con la estación de Yokohama.

## Deportes

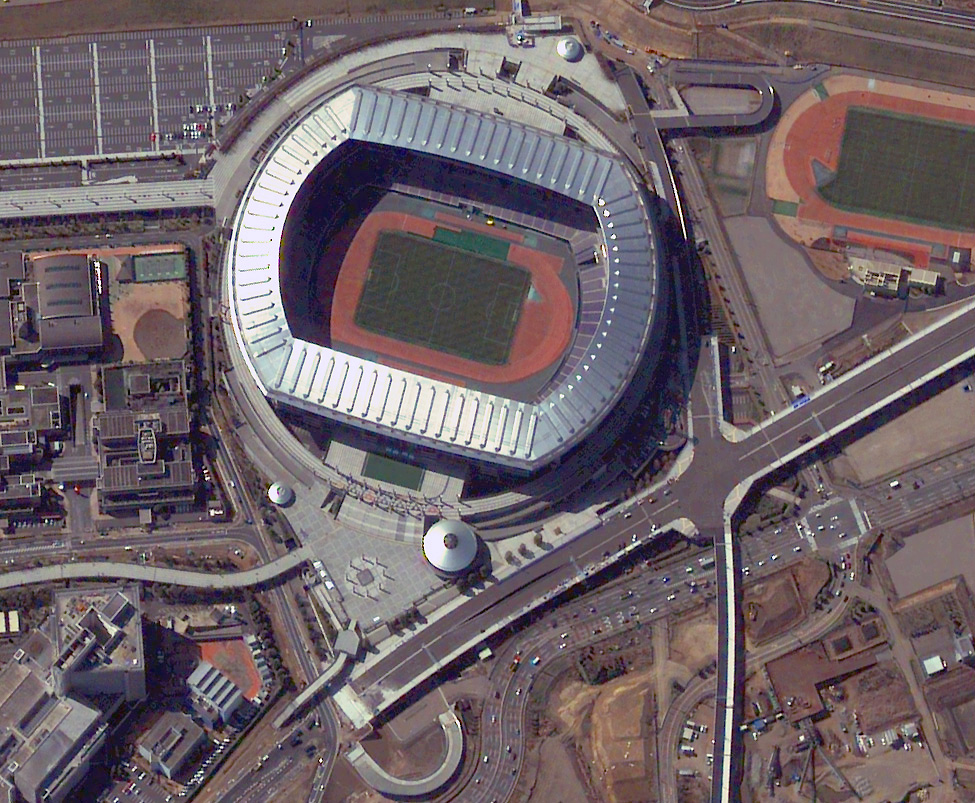
Estadio Internacional de Yokohama.

Yokohama alberga eventos deportivos de primer nivel y cuenta con clubes profesionales en los deportes con más aficionados de Japón: béisbol y fútbol.
La instalación más importante es el Estadio Internacional de Yokohama, con capacidad para 72 000 espectadores. Es la sede del principal club de fútbol local, el Yokohama F. Marinos, aunque también puede albergar competiciones de atletismo. Es una de las sedes de la selección de fútbol de Japón y ha celebrado eventos de gran magnitud como la final de la Copa Mundial de Fútbol de 2002, las tres últimas Copas Intercontinentales y varias finales de la Copa Mundial de Clubes de la FIFA. También ha acogido la final de la Copa Mundial de Rugby de 2019 y fue subsede en los Juegos Olímpicos de Tokio 2020. Otros campos de fútbol son la ciudad deportiva Marinos Town y el Estadio Mitsuzawa (Yokohama F.C.), subsede del fútbol en los JJ. OO. de 1964.
El Estadio de Yokohama es el principal campo de béisbol y en él juegan los Yokohama DeNA BayStars de la Liga Japonesa de Béisbol Profesional. Fue inaugurado en 1978 con un aforo de 30 000 espectadores. Otro estadio de béisbol es el Kanagawa Future Dreams, que compite en la Baseball Challenge League.
Los principales pabellones multiusos son el Yokohama Arena (17 000 espectadores) que suele utilizarse en conciertos y eventos de artes marciales mixtas, y la Piscina Internacional de Yokohama, sede del Campeonato Pan-Pacífico de Natación en 2002.

### Equipos profesionales
| Equipo                 | Deporte | Liga                     | Estadio                           |
| ---------------------- | ------- | ------------------------ | --------------------------------- |
| Yokohama DeNA BayStars | Béisbol | Liga Japonesa de Béisbol | Estadio de Yokohama               |
| Yokohama F. Marinos    | Fútbol  | J1 League                | Estadio Internacional de Yokohama |
| Yokohama F.C.          | Fútbol  | J2 League                | Estadio Mitsuzawa                 |

## Ciudades hermanadas
Yokohama está hermanada con las siguientes ciudades, ordenadas por año de colaboración:
- San Diego, Estados Unidos (1957)
- Lyon, Francia (1959)
- Bombay, India (1965)
- Manila, Filipinas (1965)
- Odesa, Ucrania (1965)
- Vancouver, Canadá (1965)
- Shanghái, China (1973)
- Constanza, Rumanía (1977)

Además, el puerto de Yokohama está hermanado con los siguientes puertos, en orden alfabético:
- Puerto de Dailian, China
- Puerto de Hamburgo, Alemania
- Puerto de Melbourne, Australia
- Puerto de Oakland, Estados Unidos
- Puerto de Shanghái, China
- Puerto de Vancouver, Canadá
- Puerto de Barcelona, España